# Sonic Chronicles: Die Dunkle Bruderschaft
Sonic Chronicles: Die Dunkle Bruderschaft, international auch als Sonic Chronicles: The Dark Brotherhood sowie in Japan als Sonic Chronicles: Invaders from the Dark Dimension (jap.: ソニッククロニクル 闇次元からの侵略者, Hepburn: Sonikku Kuronikuru Yami Jigen kara no Shinryakusha) bekannt, ist ein Computer-Rollenspiel, das von BioWare entwickelt und von Sega erstmals in Europa am 26. September 2008 für den Nintendo DS veröffentlicht wurde.
Es handelt sich dabei um das einzige Spiel des RPG-Genres in der Spieleserie Sonic the Hedgehog. Sonic Chronicles: Die Dunkle Bruderschaft wird ausschließlich über den Touchscreen gesteuert, bietet eine Vielzahl von spielbaren Charakteren und eine ausführliche, jedoch offen endende Story, da ein ursprünglich geplanter Nachfolger niemals realisiert wurde.

## Handlung
Nach einer vernichtenden Niederlage gegen Sonic, Tails, Knuckles und Amy fehlt von Dr. Eggman zunächst jede Spur. Einige Monate später wird Sonic von Tails kontaktiert, der berichtet, dass eine Gruppierung von Plünderern die Chaos Emeralds gestohlen und Knuckles entführt haben soll. Sonic, Tails und Amy werden von Rouge the Bat zum G.U.N. Commander gebracht, da dieser die Plünderer schon länger beobachtet und ihren Aufenthaltsort zu kennen scheint. Mit der Hilfe von Big the Cat treffen die Helden in den Mystic Ruins auf Knuckles, jedoch wurde die schwebende Insel Angel Island von den Plünderern mittels Dr. Eggmans geraubter Technik nach Metropolis gebracht. Dr. Eggman, der in Wahrheit überlebte und sich nun an den Plünderern rächen will, schließt sich daher Sonic und seinen Freunden an.
Nachdem sich auch Shadow the Hedgehog und E-123 Omega der Gruppe angeschlossen haben, wird das Team von den Plünderern und einem Echidna-Mädchen namens Shade angegriffen, was für Verwunderung sorgt, da die Echidnas bis auf Knuckles als ausgestorben galten. Es stellt sich heraus, dass Shade zum verschollenen Nocturnus-Clan der Echidnas gehört, der sich vor langer Zeit mit Knuckles’ Vorfahren, den Stamm von Tikal und Pachacamac, bekriegte und mit ihrer Kreation, den Gizoiden (siehe Emerl aus Sonic Battle (2003)), an den Rand der Niederlage brachte. Nachdem Pachacamacs letzte Hoffnung, Macht durch den Master Emerald zu gewinnen, ihm und einigen seiner Echidna-Kriegern das Leben kostete, da er dabei Tikals Beschützer, den Ahnen Chaos entzürnte (wie in den Rückblenden in Sonic Adventure (1998) zu sehen), ging kurz darauf Pachacamacs Stamm unter und der Nocturnus-Clan endgültig als siegreicher Echidna-Stamm aus diesem Krieg hervor. In den Folgejahren führte der Nocturnus-Clan eine immer größere, florierende Zivilisation auf der Erde, bis er auf dem Höhepunkt seiner Macht von Außerirdischen in eine andere Dimension namens Twilight-Raum gezogen wurde, wo die Mitglieder des Clans über 4.000 Jahre lang nicht alterten, aber sich anpassten und technologisch weiterentwickelten, um jetzt, nachdem sie dazu fähig waren, den Twilight-Raum zu verlassen, unter ihrem Anführer Imperator Ix auf die Erde zurückzukehren.
Mit der Hilfe von Shade kann Imperator Ix den Master Emerald an sich reißen, der offenbart, dass er nicht nur zurück auf die Erde kommen, sondern die ganze Dimension erobern möchte, woraufhin sich Shade Sonics Team anschließt. Imperator Ix erschafft ein Wurmloch, womit er mitsamt dem Master Emerald zunächst in den Twilight-Raum zurückkehrt. Bis auf Dr. Eggman durchschreiten die Helden mit einem von Tails und Dr. Eggman gebauten Vehikel namens Cyclone das Wurmloch und gelangen in die Dimension des Twilight-Raumes, sammeln die dort verteilten Chaos Emeralds und tun sich mit den anderen Zivilisationen Kron, N'rrgral, Zoah und Voxai zusammen. Das Team besiegt die beiden Gizoiden Scylla und Charyb, ehe sie Imperator Ix im Kampf besiegen. Als dieser mit der Kraft des Master Emerald eine mächtige Verwandlung vollzieht, verwandelt sich Sonic mit den sieben Chaos Emeralds zu Super Sonic, um den unverbesserlichen Imperator Ix ein für alle Mal zu vernichten. Als diese Dimension komplett zu kollabieren droht, kehren die Helden, darunter auch Shade, mit dem Cyclone durch das sich schließende Wurmloch in ihre Dimension nach Metropolis zurück, wo sie von einem kampflustigen Dr. Eggman empfangen werden, der den Cyclone zerstört. Die letzte Szene des Spiels zeigt, wie Sonic und seine Freunde den Kampf gegen Dr. Eggman erneut aufnehmen.

## Gameplay
Sonic Chronicles: Die Dunkle Bruderschaft wird komplett und ausschließlich über den Touchscreen gesteuert, zu keinem Zeitpunkt des Spiels erhalten die Knöpfe des Nintendo-DS-Systems irgendeine Funktion. Das Geschehen spielt sich hauptsächlich in Erkundungs- und im Kampfmodus ab. Im Erkundungsmodus steuert man einen der wählbaren Spielcharaktere mit dem Touchscreen zu einem bestimmten Punkt auf dem Bildschirm und sammelt dabei Gegenstände wie Ringe. Es können teils nur bestimmte Spielfiguren vorgesehene Orte erreichen, beispielsweise durch Tails’ Flugfähigkeiten oder Knuckles’ Klettervermögen.
Die spielbaren Charaktere und ihre Typenklasse in diesem Spiel sind:
- Sonic the Hedgehog (Power)
- Miles Tails Prower (Support)
- Knuckles the Echidna (Power)
- Amy Rose (Shifter)
- Dr. Eggman (Shifter)
- Shadow the Hedgehog (Power)
- Rouge the Bat (Shifter)
- Big the Cat (Support)
- E-123 Omega (Power, optional)
- Cream the Rabbit (Shifter, optional)
- Shade (Power)

Kommt es zu einem Kampf, treten die Spielfiguren des aktuellen Teams in rundenbasierten Kämpfen gegeneinander an, in denen jeder Spielfigur über eine Energieanzeige verfügt. Es sind simple oder stärkere Angriffe möglich, zu dessen Durchführung simple, kleinere Aktionen auf dem Touchscreen (beispielsweise rhythmisches Antippen) erbracht werden müssen. Für Siege erhalten die Spielfiguren Erfahrungspunkte, um ihre Level bis maximal Level 30 zu erhöhen und steigern ihre Attribute Angriff, Verteidigung, Schnelligkeit und Glück. Es können im Laufe des Spiels auch insgesamt 45 verschiedene Chao gefunden werden, die als Ausrüstungsgegenstände für die Spielfiguren agieren. Die Geschichte des Spiels wird dabei gelegentlich durch kleine Cutscenes oder häufiger durch Textsequenzen vorangetrieben, unterteilt in zehn Kapitel.
Die zehn Kapitel des Spiels lauten:
- Kapitel 1: Feindlicher Empfang
- Kapitel 2: Die Suche nach Knuckles
- Kapitel 3: Die Jagd auf Eggman
- Kapitel 4: Ein Wolf im Schatten
- Kapitel 5: Der Kampf um Angel Island
- Kapitel 6: Schwarzes Sonnenloch
- Kapitel 7: Die Suche nach dem Chaos Emerald
- Kapitel 8: Sektor Scylla
- Kapitel 9: Sektor Charyb
- Kapitel 10: Das letzte Gefecht an der Zitadelle

## Entwicklung
Nachdem das Entwicklerstudio BioWare präzises Interesse an einem eigenen Sonic-Spiel für einen Handheld bekundet hatte, begann die Entwicklung an diesem Titel im Jahre 2006, bis im Jahre 2007 erstmals öffentlich bekannt wurde, dass Sonic Chronicles für den Nintendo DS geplant sei. Am 19. Februar 2008, als das Spiel bereits unter dem vollständigen internationalen Titel Sonic Chronicles: The Dark Brotherhood bekannt war, sollten Sonic-Fans die Möglichkeit erhalten, über die Website „Sonic City“ den Namen einer „gegnerischen Rasse“ zu bestimmen. Diesen Wettbewerb gewann der Name „The Zoa“, benannt nach einer Stadt im Spiel Panzer Dragoon Saga für das Sega Saturn. Im fertigen Spiel wurde dann die Schreibweise „Zoah“ verwendet. Nachdem das Spiel am 5. September 2008 seinen Gold-Status erreicht hatte, erfolgte im selben Monat die Veröffentlichung.

## Fortsetzung
Ursprünglich war von BioWare eine Fortsetzung des Spiels geplant, weswegen es auch mit einem offenen Ausgang der Story, in der mit dem Charakter Shade ein zweiter Echidna neben Knuckles in Sonics Welt gelangt, jedoch in der Serie nicht wieder auftaucht, sowie mit dem Schriftzug „THE END?“ endet. In einem Interview mit Joseph Rositano im Jahre 2008 berichtete dieser, dass die Story der Fortsetzung schon nahezu fertig geschrieben sei. Nach der Übernahme von BioWare an Electronic Arts, die im Jahre 2008 abgeschlossen wurde, wurden die ursprünglichen Pläne für einen Nachfolger von Sonic Chronicles: Die Dunkle Bruderschaft jedoch gestoppt und nicht wieder aufgenommen.

## Rezeption
Sonic Chronicles: Die Dunkle Bruderschaft erhielt durchschnittliche bis überdurchschnittlich positive Wertungen.

„Bei der Rollenspielumsetzung von Sonic hat Bioware nahezu alles richtig gemacht: Die Story und die Persönlichkeiten der Helden kommen mit Filmschnipseln und Bildschirm füllenden Dialogszenen klasse zur Geltung. Die taktischen Kämpfe bieten überraschend viel Abwechslung und die vielschichtige Levelarchitektur bringt Hüpfspielflair ins Abenteuer. Taktiker können sich mit Teamwahl und Chaosymbiose mächtig austoben, auch wenn es der Schwierigkeitsgrad nicht immer erfordert: Von Beginn an werdet Ihr mit Heilextras und dergleichen überhäuft. Trotzdem fühlen sich Rollenspielprofis nicht unterfordert, da die vielen Geschicklichkeitseinlagen die Kämpfe wesentlich beeinflussen. Deshalb lässt sich mangelnde Taktik mit Geschick kompensieren und umgekehrt: „Sonic Chronicles“ spricht alle Zockertypen an.“